# Серова, Елена Олеговна
Еле́на Оле́говна Серо́ва (урожд. Кузнецова; род. 22 апреля 1976, Воздвиженка, Приморский край, РСФСР, СССР) — российский политический деятель, космонавт. Герой Российской Федерации (2016).
Депутат Государственной Думы Федерального собрания Российской Федерации VII созыва (5 октября 2016 — 12 октября 2021).
Испытатель отряда центра подготовки космонавтов имени Ю. А. Гагарина. Лётчик-космонавт РФ (2016).
Стала четвёртой женщиной-космонавтом в истории СССР и России (после Валентины Терешковой, Светланы Савицкой и Елены Кондаковой).

## Биография
Елена Кузнецова родилась 22 апреля 1976 года в семье военнослужащего. По служебным обстоятельствам отца семья неоднократно меняла место жительства.
В 1993 году окончила среднюю школу № 99 Западной группы войск в городе Гроссенхайне (Германия).
Поступила в Московский авиационный институт. Будучи студенткой, работала техником в НИИ низких температур при МАИ, была активистом в студенческой профсоюзной организации.
В марте 2001 года окончила аэрокосмический факультет Московского авиационного института имени С. Орджоникидзе (МАИ) с квалификацией «инженер».
В августе 2001 года начала работать инженером в РКК «Энергия», где с 1998 года работал Марк Серов.
23 января 2003 года у Елены и Марка Серовых родилась дочь.
В 2003 году окончила Московскую государственную академию приборостроения и информатики (МГАПИ) по специальности «экономист» и таким образом получила второе высшее образование.
С конца 2004 года — инженер второй категории.

### В отряде космонавтов
До зачисления в отряд космонавтов работала инженером 2-й категории в РКК «Энергия» и Центре управления полётами.
11 октября 2006 года на заседании Межведомственной комиссии по отбору космонавтов была рекомендована к зачислению на должность кандидата в космонавты отряда РКК «Энергия».
В декабре 2006 года Елена была зачислена в отряд космонавтов РКК «Энергия» «набора 2006 года» на должность кандидата в космонавты-испытатели.
В феврале 2007 года приступила к прохождению двухгодичного курса ОКП в Центре подготовки космонавтов имени Ю. А. Гагарина.
В июне 2009 года Серовой была присвоена квалификация «космонавт-испытатель» РКК «Энергия».
С 2011 года Елена стала космонавтом-испытателем отряда космонавтов Роскосмоса.
15 декабря 2011 года решением Межведомственной комиссии Серова была назначена бортинженером в состав основного экипажа корабля Союз ТМА-14М.

### Подготовка к космическим полётам

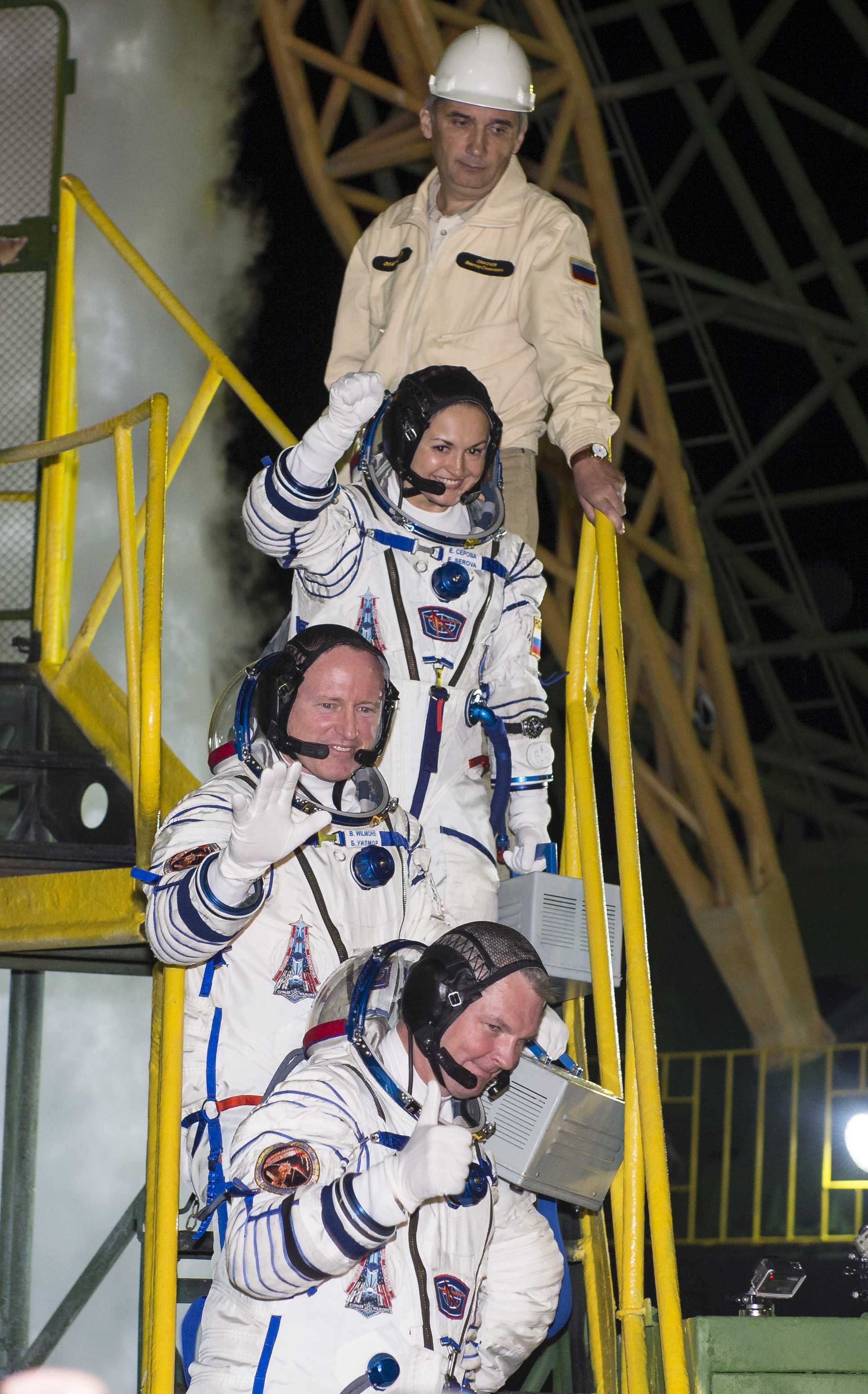
Экипаж корабля «Союз ТМА-14М» перед стартом,
25 сентября 2014 года

С января 2012 по март 2014 года проходила подготовку в составе дублирующего экипажа МКС-39/40.
7 февраля 2014 года на церемонии открытия зимних Олимпийских игр 2014 года в Сочи имела честь поднять флаг Российской Федерации в составе группы космонавтов Советского Союза и России во главе с Сергеем Крикалёвым.
24 марта 2014 года на Байконуре на заседании Государственной комиссии утверждена в качестве бортинженера-1 дублирующего экипажа Союз ТМА-12М. 26 марта 2014 года во время старта ТПК «Союз ТМА-12М» была дублёром бортинженера-1 экипажа корабля.
Готовилась к космическому полёту в составе основного экипажа МКС-41/42 в качестве бортинженера МКС, и бортинженера ТПК «Союз ТМА-М». 24 сентября 2014 года на заседании Государственной комиссии по проведению лётных испытаний пилотируемых космических комплексов утверждена в качестве бортинженера-1 основного экипажа ТПК Союз ТМА-14М.

### Космический полёт

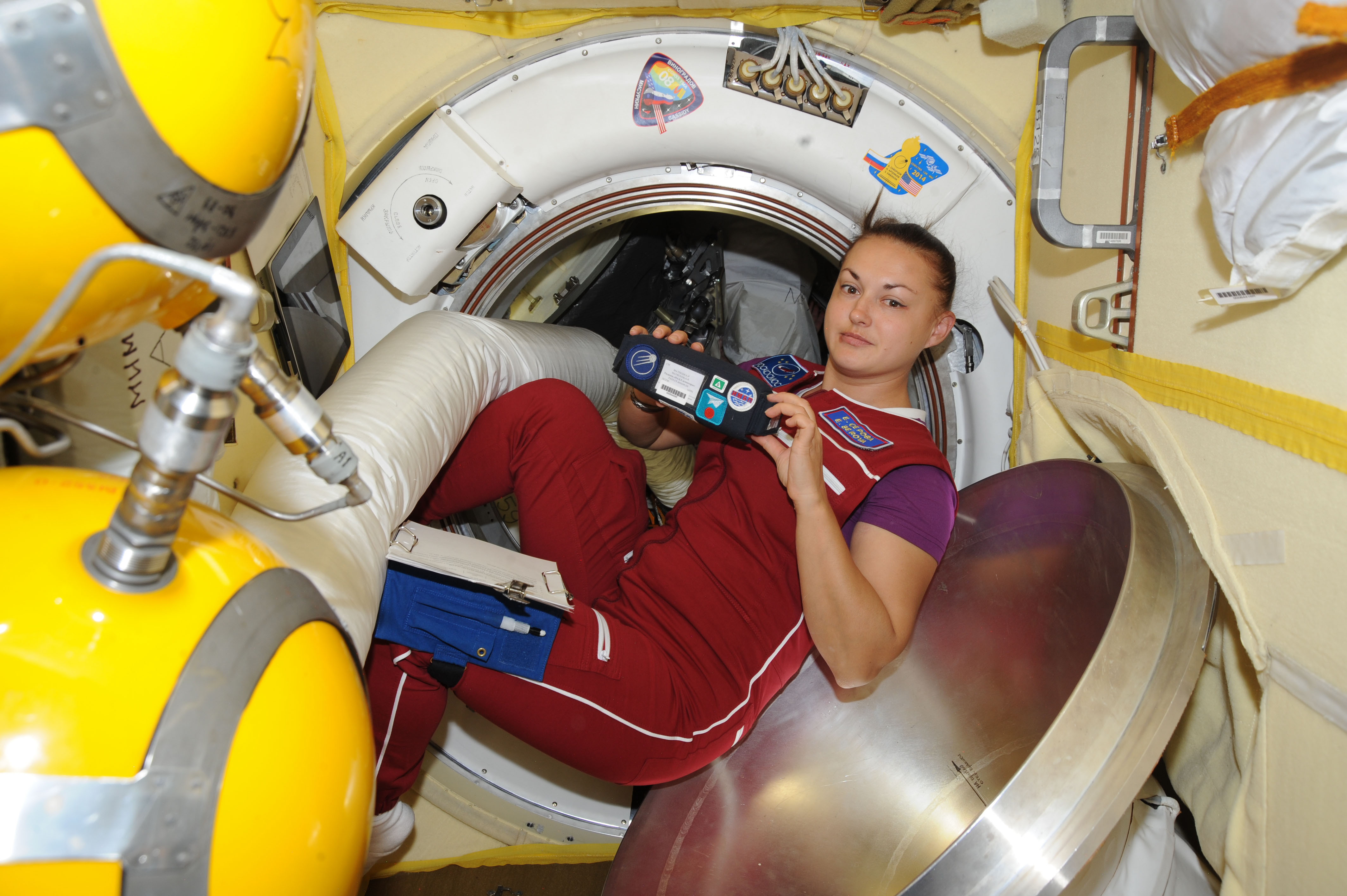
Елена Серова на борту МКС

26 сентября 2014 года стартовала в качестве бортинженера-1 пилотируемого корабля «Союз ТМА-14М». В тот же день, через 5 часов 46 минут после старта и успешной состыковки корабля с МКС, вошла в состав 41-й и 42-й основных экспедиций в качестве бортинженера, став четвёртой женщиной-россиянкой (с учётом СССР), после семнадцатилетнего перерыва побывавшей в космосе, и первой из них — на МКС. 12 марта 2015 года в составе экипажа корабля «Союз ТМА-14М» благополучно вернулась из экспедиции. Спускаемый аппарат транспортного пилотируемого корабля «Союз» космонавтами Роскосмоса Александром Самокутяевым и Еленой Серовой и астронавтом NASA Барри Уилмором совершил посадку в 05:14 по московскому времени в Казахстане в 147 км юго-восточнее города Жезказган. Продолжительность полёта составила 167 суток.
Статистика полётов
| # | Стартовый корабль | Старт, UTC        | Экспедиция              | Корабль посадки | Посадка, UTC      | Налёт                        | Выходы в открытый космос | Время в открытом космосе |
| - | ----------------- | ----------------- | ----------------------- | --------------- | ----------------- | ---------------------------- | ------------------------ | ------------------------ |
| 1 | Союз ТМА-14М      | 25.09.2014, 20:24 | Союз ТМА-14М, МКС-41/42 | Союз ТМА-14М    | 12.03.2015, 02:07 | 167 суток 05 часов 42 минуты | 0                        | 0                        |

### После полёта

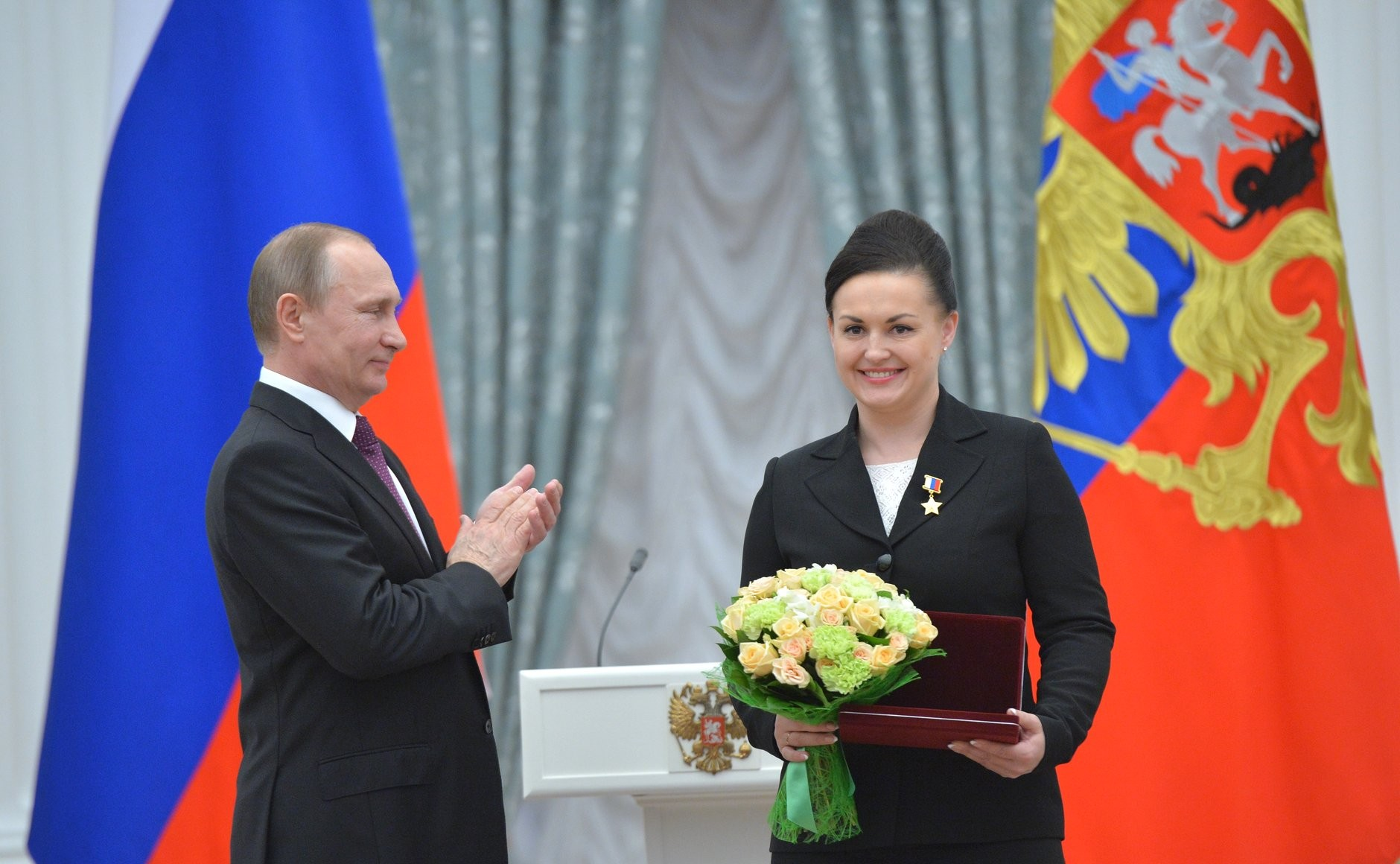
Вручение звезды Героя Российской Федерации и почётного звания «Лётчик-космонавт Российской Федерации»,
10 марта 2016 года

В феврале 2016 года Серовой было присвоено звание Героя Российской Федерации с вручением медали «Золотая Звезда». Также было присвоено почётное звание «лётчик-космонавт РФ». Официальное награждение состоялось 10 марта 2016 года в Екатерининском зале Кремля.
В апреле 2016 года Елена Серова подала заявку на участие в праймериз «Единой России» для выдвижения на выборах депутатов Госдумы в составе партийного списка кандидатов по Московской области. Участвовала в праймериз как по партийному списку, так и по Коломенскому одномандатному округу № 119. По итогам состоявшихся 22 мая 2016 года праймериз Серова набрала свыше 80 % голосов за выдвижение в Коломенском округе.
27 июня 2016 года партия «Единая Россия» на съезде выдвинула кандидатов в депутаты Госдумы — 400 человек по спискам и 207 по одномандатным округам. Елена Серова была выдвинута лишь по Коломенскому одномандатному округу № 119, при этом в федеральный список она включена не была.
На состоявшихся 18 сентября 2016 года выборах Серова получила в Коломенском округе 50,84 % голосов избирателей при явке 38,64 %.
23 сентября 2016 года приказом начальника ЦПК освобождена от должности инструктора-космонавта-испытателя 2-го класса и уволена из ЦПК в связи с избранием депутатом Государственной думы РФ.
Негативно отреагировала на идею о присвоении Юлии Пересильд звание Героя Российской Федерации, заявив, что присвоение звания «обесценит подвиг настоящих космонавтов».

### Депутат Госдумы
При распределении в октябре 2016 года комитетов в Госдуме 7 созыва Серова получила должность заместителя председателя комитета Государственной думы по экологии и охране окружающей среды. Возглавил комитет депутат Владимир Бурматов.
Выступая 8 июля 2019 года на пленарном заседании Парламентской ассамблеи ОБСЕ, заявила, что «С борта Международной космической станции невооружённым глазом [ей и другим космонавтам] довелось увидеть, как рвались бомбы и снаряды на территории Донбасса и Луганска. И они летели со стороны расположения Вооружённых сил Украины. А в это время там гибли безоружные люди». По заявлению космонавта Юрия Батурина, подобные военные действия без специальных средств наблюдения заметить с МКС маловероятно. Высота полёта МКС над землёй составляет более 400 километров.

### Законотворческая деятельность
С 2016 по 2019 год, в течение исполнения полномочий депутата Государственной Думы VII созыва, выступила соавтором 13 законодательных инициатив и поправок к проектам федеральных законов.

## Семья
Замужем за бывшим космонавтом-испытателем РКК «Энергия» Марком Серовым, дочь Елена (род. 23 января 2003 года).

## Награды
- Герой Российской Федерации (15 февраля 2016 года) — «за мужество и героизм, проявленные при осуществлении длительного космического полёта на Международной космической станции[20]»;
- Лётчик-космонавт Российской Федерации (15 февраля 2016 года) — «за мужество и героизм, проявленные при осуществлении длительного космического полёта на Международной космической станции[20]»;
- знак Гагарина (Федеральное космическое агентство, 9 апреля 2015 года)[21];
- знак отличия города Королёва «За заслуги» II степени (9 апреля 2015 года)[22];
- юбилейная медаль «80 лет городскому округу Королёв Московской области» (30 августа 2018 года)[23].
- Орден Преподобной Евфросинии, великой княгини Московской III степени (2023 год, РПЦ)[24].
- Памятный знак «МПА СНГ. 25 лет» (13 октября 2017 года) — за содействие в деятельности Межпарламентской Ассамблеи и её органов[25]